# Liste öffentlicher Bücherschränke in Freiburg im Breisgau
In der Liste öffentlicher Bücherschränke in Freiburg im Breisgau sind öffentliche Bücherschränke für Orte, die zum Stadtkreis Freiburg im Breisgau in Baden-Württemberg gehören, aufgeführt. Sie ist primär nach Orten sortiert, unabhängig davon, ob es sich um Ortsteile, Gemeinden oder Städte handelt. Der Artikel ist Teil der übergeordneten Liste öffentlicher Bücherschränke in Baden-Württemberg. Ein öffentlicher Bücherschrank ist ein Schrank oder schrankähnlicher Aufbewahrungsort mit Büchern, der dazu dient, Bücher kostenlos, anonym und ohne jegliche Formalitäten zum Tausch oder zur Mitnahme anzubieten. Die Liste erhebt keinen Anspruch auf Vollständigkeit.

## Öffentliche Bücherschränke in Freiburg im Breisgau
Derzeit sind im Stadtkreis Freiburg im Breisgau 16 öffentliche Bücherschränke erfasst (Stand: 20. Jan. 2022):
| Bild | Ausführung                        | Ort              | Seit          | Anmerkung | Geokoordinaten             |
| ---- | --------------------------------- | ---------------- | ------------- | --- | -------------------------- |
|      | Telefonzelle                      | Altstadt         | 16. Juli 2014 | neben dem Theater an der Sedanstraße | ⊙ Sedanstraße              |
|      | Alte Kühlschränke                 | Brühl-Beurbarung | 18. Juli 2013 | Initiiert und betreut vom Stadtteiltreff Brühl-Beurbarung                                                                                          | ⊙ Tennenbacher Platz       |
|      | Telefonzelle mit Solarbeleuchtung | Ebnet            | 30. Jan. 2015 | Betreut durch die Ortsverwaltung Ebnet | ⊙ Steinhalde 16–18         |
|      | Holzregal                         | Günterstal       | Nov. 2012     | Klosterplatz | ⊙ Schauinslandstraße 41–43 |
|      | Bücherschrank                     | Haslach          |               | Bücherlaube Haslach-Gartenstadt | ⊙ Fichtestraße 36          |
|      | Bücherschrank                     | Haslach          |               | Bücherschrank beim Bewohnertreff Luckenbachweg | ⊙ Luckenbachweg 8          |
|      | Telefonzelle                      | Herdern          |               | Alte Telefonzelle vor der Sankt-Urban-Kirche | ⊙ Hauptstraße 41           |
|      | Bücherschrank                     | Lehen            |               | Beim Hallenbad Freiburg im Breisgau-Lehen | ⊙ Lindenstraße 4           |
|      | Bücherschrank                     | Munzingen        |               | Bücherschrank Munzingen | ⊙ Romanstraße 5            |
|      | Bücherregal                       | Oberau           |               | Bücherregal im 1. OG des ZO | ⊙ Schwarzwaldstraße 78     |
|      | Bücherschrank                     | Tiengen          |               | Bücherfenster neben dem Gasthaus Anker | ⊙ Freiburger Landstraße 37 |
|      | Holzregal                         | Vauban           | Apr. 2011     | Kleehäuser. Initiiert und betreut von Hartmut Wagner.                                                                                              | ⊙ Paul-Klee-Straße 8       |
|      | Bücherschrank                     | Waltershofen     | 16. Dez. 2017 | Im Eingangsbereich zum Farrenstall, dem Begegnungshaus des Vereins „Z'sämme – Bürgernetz Waltershofen“, der den Schrank mir zwei Patinnen betreut. | ⊙ Umkircher Straße 2       |
|      | Telefonzelle                      | Weingarten       |               | Büchertelefonzelle Buggi 50 | ⊙ Binzengrün 9             |
|      | Bücherregal                       | Weingarten       |               | Offenes Bücherregal im Mehrgenerationenhaus EBW | ⊙ Sulzburger Straße 18     |
|      | Bücherschrank                     | Wiehre           |               | KHG Freiburg-Wiehre (Nicht am Wochenende zugänglich)                                                                                               | ⊙ Lorettostraße 24         |
|      | Bücherregal                       | Wiehre           |               | Annaplatz | ⊙ Kirchstraße 55           |

## Statistik
Zu einem Vergleich mit den anderen Stadt- und Landkreisen Baden-Württembergs sowie zum Landesdurchschnitt siehe die Statistik öffentlicher Bücherschränke in Baden-Württemberg.